# Naskalnik Marliera
Naskalnik Marliera (Julidochromis marlieri) – gatunek słodkowodnej ryby z rodziny pielęgnicowatych (Cichlidae). Bywa hodowany w akwariach.

## Występowanie
Gatunek endemiczny jeziora Tanganika. Spotykany w strefie żwirowatego i skalnego litoralu w północno-zachodniej części jeziora.

## Opis
Wydłużony, walcowaty kształt ciała, grube, miękkie wargi. Na jasnożółtym tle wzdłuż całego ciała przebiegają trzy pasy złożone z ciemnych plam. Dymorfizm płciowy słabo widoczny. Starsze samce mają na głowie garb tłuszczowy. Osiągają do 15 cm długości.
Zaliczany jest do grupy szczelinowców. Potrzebują skalistego wystroju akwarium, z wieloma szczelinami dającymi im schronienie. Źle znoszą zmiany wystroju zbiornika. Ryba dość agresywna (agresja wewnątrzgatunkowa, zalecane trzymanie w zbiorniku tylko jednej pary), terytorialna, wykazująca zwiększoną agresję w okresie tarła. Gatunek monogamiczny. Samica składa w szczelinie skalnej do 150 sztuk ziaren ikry. Opiekę nad potomstwem sprawują równomiernie oboje rodzice (pielęgnacja ikry, obrona narybku i ochrona rewiru).
| Zalecane warunki w akwarium | Zalecane warunki w akwarium |
| --------------------------- | --------------------------- |
| Zbiornik                    | średni                      |
| Temperatura wody            | 24–27 °C                    |
| Twardość wody               | twarda 8–25°n               |
| Skala pH                    | 7,3–8,8                     |
| Pokarm                      | żywy, mrożony i suchy       |